# Iina Kuustonen

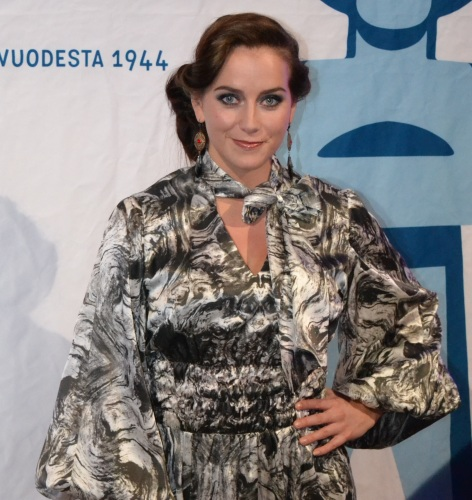
Iina Kuustonen (2010)

Iina Kuustonen (* 18. April 1984 in Helsinki) ist eine finnische Schauspielerin und Synchronsprecherin.

## Leben
Iina Kuustonen wurde als Tochter des Musikers Mikko Kuustonen geboren. Ihre Schwester Minka Kuustonen wurde ebenfalls Schauspielerin. Eine Schauspielausbildung erhielt sie ab 2005 an der Theaterakademie Helsinki, das Studium schloss sie 2011 als Master of Arts ab. Von 2010 bis 2014 stand sie in verschiedenen Produktionen auf der Theaterbühne.
Ihr Filmdebüt gab sie 2005 in der Fußball-Komödie FC Venus – Fußball ist Frauensache. Von 2011 bis 2014 war sie in der finnischen Sketch-Comedy-Serie Comedy Combat / Putous zu sehen. 2012 spielte sie in der Fernsehserie Helsingin herra die Rolle der Maisa Sinivuo, für ihre Darstellung wurde sie als beste Schauspielerin mit der Golden Venla ausgezeichnet. In der Krankenhaus-Serie Nurses (2014–2019) verkörperte sie die Rolle der Iiris Ketola.
Für die finnisch-deutsche Fernsehserie Arctic Circle – Der unsichtbare Tod von Regisseur Hannu Salonen stand sie 2017/18 an der Seite von Maximilian Brückner als Virologe Thomas Lorenz und Pihla Viitala als ihre Filmschwester Marita in der Rolle der Polizistin Nina Kautsalo vor der Kamera. In der deutschen Fassung wurde sie von Vanessa Eckart synchronisiert.
Als Synchronsprecherin lieh sie unter anderem den finnischen Fassungen von Kung Fu Panda, Kung Fu Panda 2 und Kung Fu Panda 3, Drachenzähmen leicht gemacht und Drachenzähmen leicht gemacht 2, Ralph reichts und Chaos im Netz sowie The LEGO Movie und The LEGO Movie 2 die Stimme.
Mit dem Sänger, Schauspieler und Moderator Sebastian Rejman hat sie zwei gemeinsame Kinder, einen Sohn (* 2016) und eine Tochter (* 2019).

## Filmografie (Auswahl)

### Als Schauspielerin
- 2005: FC Venus – Fußball ist Frauensache (FC Venus)
- 2007: Kultainen noutaja (TV Mini-Series)
- 2007: Sanaton sopimus (Fernsehfilm)
- 2008: 8 Days to Premiere (8 päivää ensi-iltaan)
- 2008: Protectors / Suojelijat (Fernsehserie)
- 2009: Ihmebantu (Fernsehserie)
- 2010: Hiphop Hamlet (Fernsehserie)
- 2011: Vares – Private Eye: The Kiss of Evil / Vares – Pahan suudelma
- 2010–2011: Virta (Fernsehserie)
- 2012: Ilon kautta! (Fernsehfilm)
- 2012: Helsingin herra (Fernsehserie)
- 2012: Miesten välisiä keskusteluja
- 2013: Rölli and the Golden Key / Rölli ja kultainen avain
- 2013: Village People / Kekkonen tulee!
- 2013: Nuoren Wertherin jäljillä
- 2013: Ella and Friends 2 / Ella ja kaverit 2 – Paterock
- 2014: Kummeli V
- 2011–2014: Comedy Combat / Putous (Fernsehserie)
- 2014–2023: Nurses (Syke, Fernsehserie)
- 2014: Klikkaa mua (Fernsehserie)
- 2014: Summertime / Kesäkaverit
- 2015: Adult Camp / Viikossa aikuiseksi
- 2015: Naisen nimi (Kurzfilm)
- 2015: Kingi (Fernsehserie)
- 2016: Off the Map / Äkkilähtö
- 2016: Rölli and the Secret of All Time / Rölli ja kaikkien aikojen salaisuus
- 2012–2017: Kimmo (Fernsehserie)
- 2015–2017, 2020: Downshifters / Downshiftaajat (Fernsehserie)
- 2017: Parittomat
- 2018–2023: Arctic Circle – Der unsichtbare Tod (Ivalo, Fernsehserie)
- 2021: Syke – Hätätila
- 2022: Pelle Hermanni
- 2022: Häät ennen hautajaisia
- 2022: Punttikomedia
- 2023: Pelle Hermanni ja hypnotisoija
- 2023: Järjettömän paska idea
- 2023: Pohjoisen tähti (Fernsehserie)

### Als Synchronsprecherin
- 2008: Kung Fu Panda
- 2010: Drachenzähmen leicht gemacht (How to Train Your Dragon)
- 2011: Kung Fu Panda 2
- 2011: Arthur Weihnachtsmann (Arthur Christmas)
- 2011: Happy Feet 2 (Happy Feet Two)
- 2012: Das Geheimnis der Feenflügel (Secret of the Wings)
- 2012: Ralph reichts (Wreck-It Ralph)
- 2013: Die Croods (The Croods)
- 2014: Drachenzähmen leicht gemacht 2 (How to Train Your Dragon 2)
- 2014: The LEGO Movie
- 2016: Zoomania (Zootopia)
- 2016: Kung Fu Panda 3
- 2018: Chaos im Netz (Ralph Breaks the Internet)
- 2019: The LEGO Movie 2 (The LEGO Movie 2: The Second Part)
- 2020–2022: Moominvalley (Fernsehserie)